# Peuples du Caucase

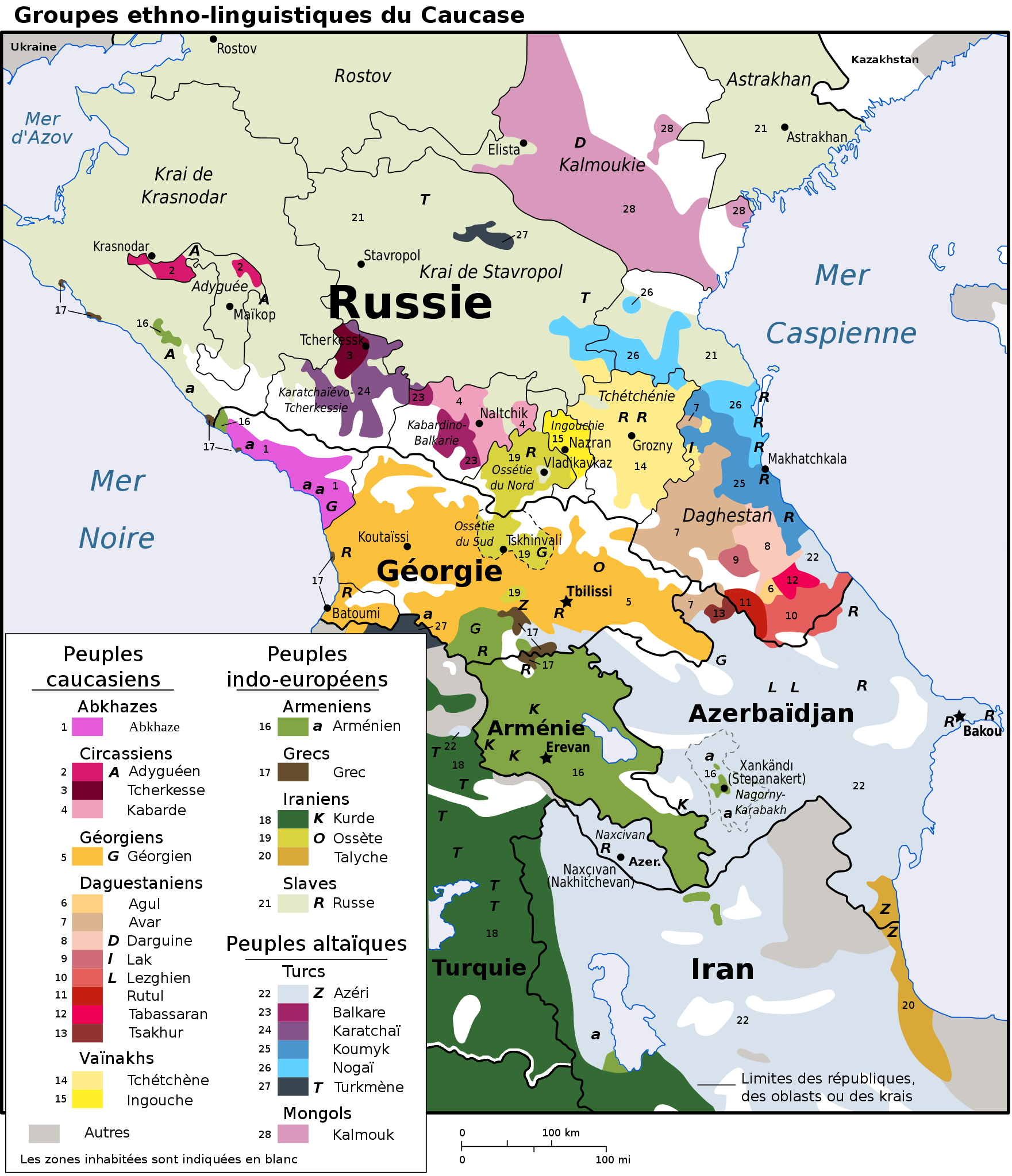
Répartition géographique des peuples du Caucase en 2023.

Il existe actuellement plus d'une cinquantaine de peuples du Caucase.

## Histoire
Au Xe siècle, le géographe arabe Al-Mas'ûdî dénombrait soixante-douze peuples et langages dans le Caucase.
Au début du XXIe siècle, les dix plus grands groupes ethniques du Caucase russe étaient les Tchétchènes, les Circassiens, les Avars, les Darguines, les Ossètes, les Ingouches, les Koumyks, les Lezghiens, les Karatchaïs et les Laks[réf. souhaitée].

## Peuples parlant une langue caucasienne
Langues kartvéliennes
- Géorgiens
  - Svanes
  - Zanes
    - Mingréliens
    - Lazes

Langues abkhazo-adyguéennes
- Abkhazes
- Abazines
- Adyguéens
  - Adyguéens
  - Kabardes
    - Adyguéens
- Oubykhs (en)

Langues nakho-daghestaniennes
- Langues Avaro-andiques (en) :
  - Avars du Caucase
  - Langues Andiques (en) :
    - Andis (en)
    - Akhvakhs (en)
    - Karatas (en)
    - Botlikhs (en)
    - Godobéris (en)
    - Chamalals (en)
    - Bagvalals (en)
    - Tindis (en)
- Tseziques (Didoiques) (en) :
  - Tsèzes (en)
  - Hinoukhs (en)
  - Bejtas (en)
  - Hounzibs (en)
  - Khwarchis (en)
- Groupe lezghique :
  - Agouls (en) (langue agoul)
  - Juifs des montagnes (langue kouba)
  - Lezghiens
  - Routouls
  - Tabassarans
  - Tsakhour
  - Krytes (en)
  - Boudoukhs (en)
  - Oudis
  - Archis (en)
- Darguines
- Khinalugs
- Laks
- Nakh :
  - Bats
  - Tchétchènes
    - Kistines

  - Ingouches

## Peuples parlant une langue indo-européenne
- Allemands
  - Allemands du Caucase

Rapho du caucase 
- Arméniens
- Langues helléniques :
  - Grecs du Caucase
  - Pontiques
  - Urums
- Langues iraniennes :
  - Guilaki (région bord de mer Caspienne - Iran)
  - Mazandarani (région bord de mer Caspienne - Iran)
  - Kurdes
    - Yézidis (de langue kurde kourmandjie)

  - Ossètes
  - Talyches
  - Tats
- Langues slaves :
  - Russes
    - Cosaques du Kouban
    - Cosaques du Terek

  - Ukrainiens

## Peuples parlant une langue turque
- Kiptchaks
  - Balkars
  - Karatchaïs
  - Koumyks
  - Nogaïs
- Oghouzes
  - Azéris
  - Turcs Meskhètes
  - Karapapakhs

## Peuple parlant une langue mongole
- Kalmouks

## Peuples parlant une langue sémitique
- Arabes du Caucase (en)
- Assyriens
- Juifs du Caucase
  - Juifs des montagnes
  - Juifs de Géorgie

## Commentaires
Dans son introduction au Caucase pittoresque (1847), le comte Ernest de Stackelberg écrit à propos des peuples du Caucase :
« Au milieu de ce chaos d'institutions et de races, on peut néanmoins saisir quelques traits de ressemblance dans les usages et dans le caractère des nations les plus isolées les unes des autres.
Ainsi par exemple, on retrouve partout le même amour de l'indépendance qui ne laisse plus de frein à la licence individuelle, une ardeur guerrière qu'on entretient dès le berceau, une grande adresse dans le maniement des armes et dans tous les exercices corporels, un penchant inné pour la rapine et pour la maraude, à laquelle se livrent de petites bandes de cinq ou six individus, à défaut d'expédition sérieuse. Tous ces peuples sont d'une sobriété inouïe, qui tient en partie à leur insouciance et à leur misère. La bouillie de millet constitue le fond de leur repas, et on n'égorge un mouton qu'à l'arrivée d'un hôte honoré. Une fois en campagne, ils vivent d'une provision de farine pétrie avec du miel, dont ils mangent à peine un quart de livre par jour. À une grande force musculaire, à une étonnante habitude des fatigues de la guerre, ils joignent une invincible paresse et un profond dédain pour l'agriculture et les travaux manuels, réservés aux femmes, aux esclaves et aux prisonniers. La femme, achetée moyennant le kalim (rétribution en armes, bétail ou argent), n'est qu'une esclave de plus dans la maison de son maitre.
En général, les mœurs de ces montagnards sont pures ; ils ignorent les vices qu'on reproche aux populations transcaucasiennes, et l'ivrognerie est rare chez eux, quoiqu'ils abusent quelquefois de la bouza ou djava, boisson obtenue par la cuisson et la fermentation du raisin. Des sentiments qui les honorent sont le respect pour les vieillards, la stricte observation des devoirs de l'hospitalité, le dévouement à l'amitié. Toutefois, ces usages ne s'observent qu'entre membres de la même tribu ou vis-à-vis de coreligionnaires.
Une qualité saillante de toutes ces peuplades est un stoïcisme admirable et un étonnant mépris de la mort. Souvent, des maraudeurs au nombre de trois ou quatre résistent à des forces supérieures et se font tuer plutôt que de se rendre. L'amour de la vengeance anime également tous ces hommes primitifs et a sanctionné parmi eux la loi du sang. Une injure à laver, une haine de famille, se transmettent comme un héritage de génération en génération. ».

## Galerie

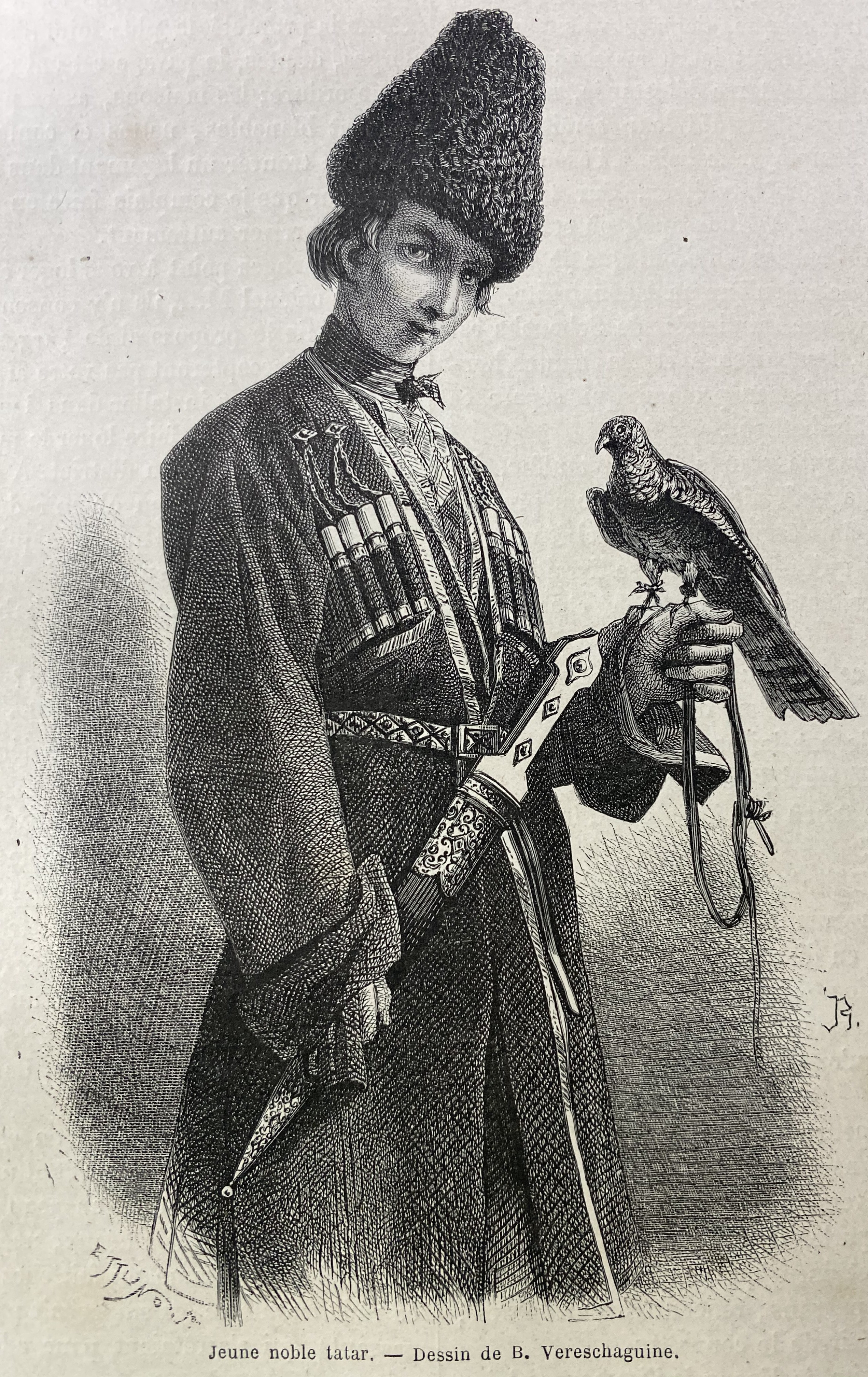
Azéri
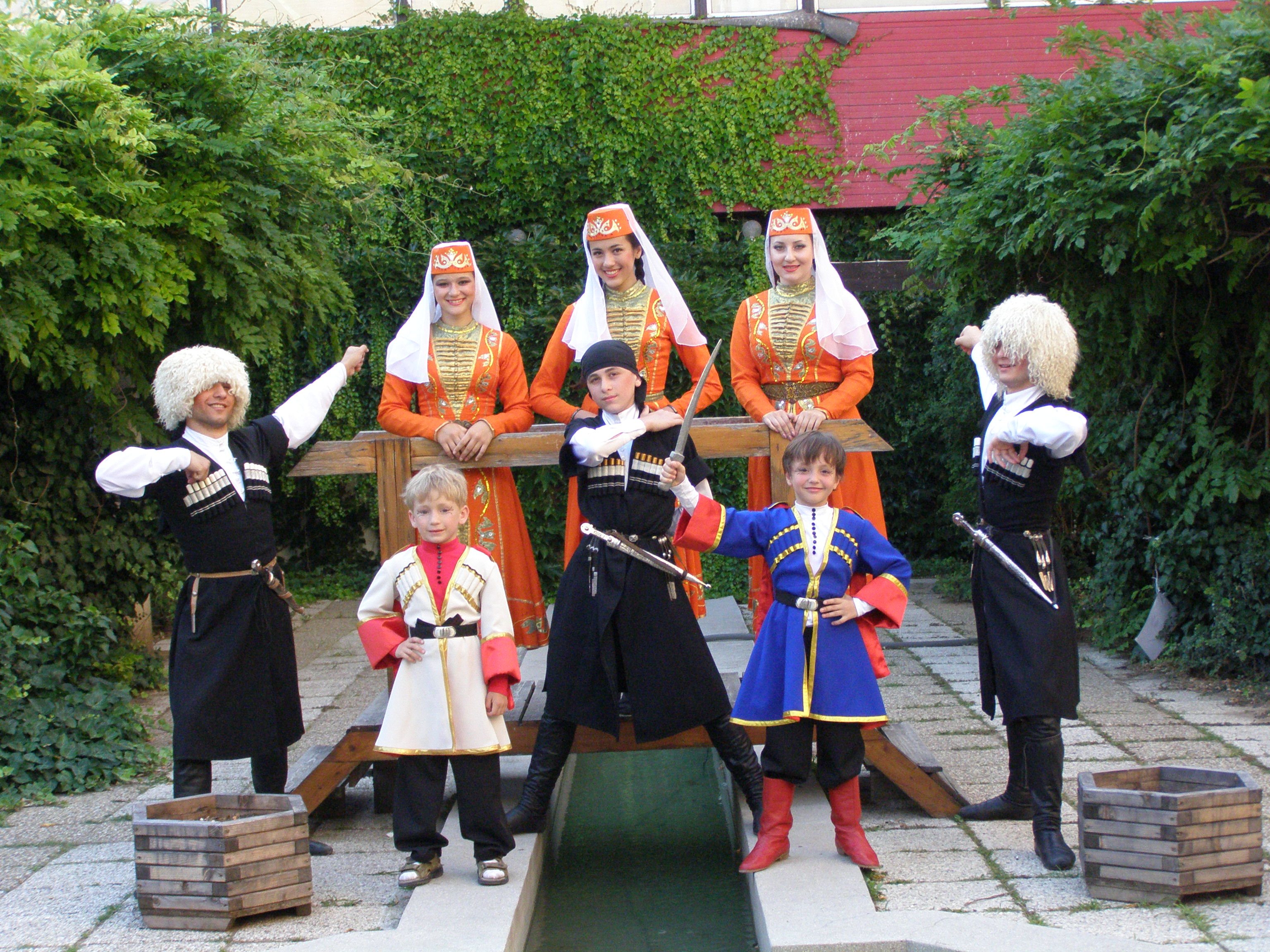
Adyguéens
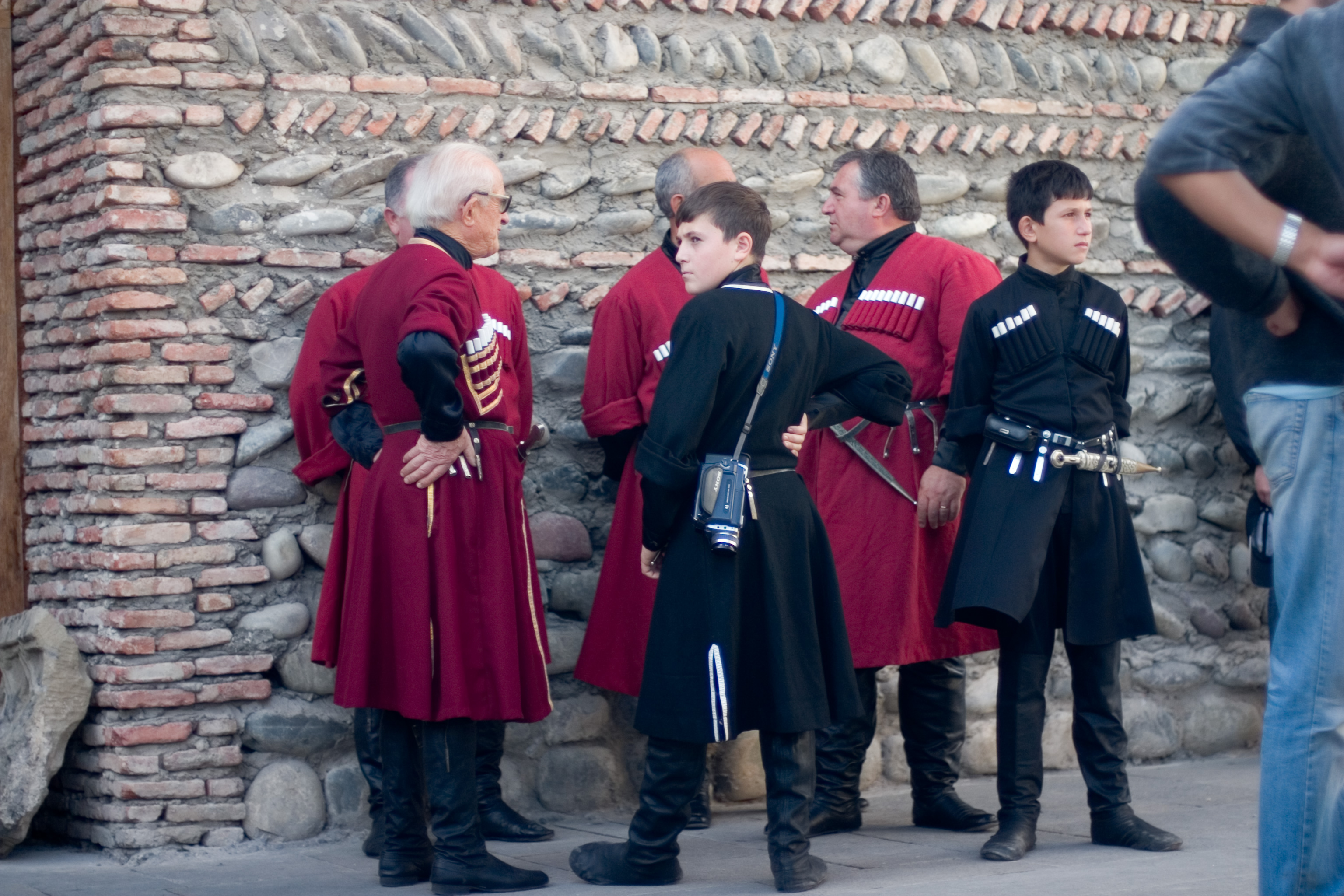
Géorgiens
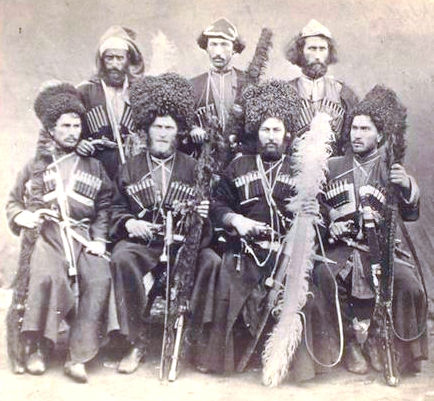
Guerriers Mingréliens, 1865.
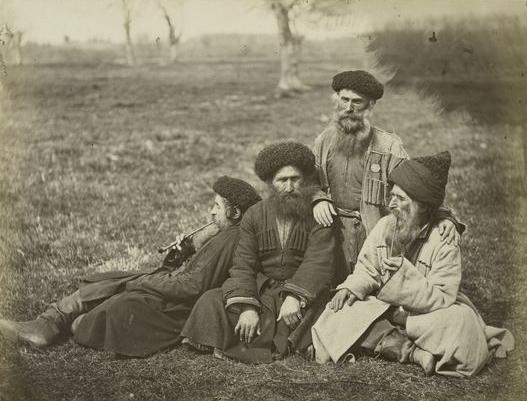
Juifs des montagnes, vers 1898.
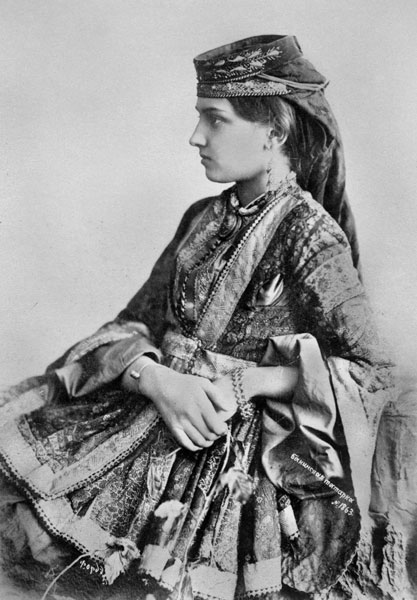
Azérie, 1897.
Soldats Karatchaïs.
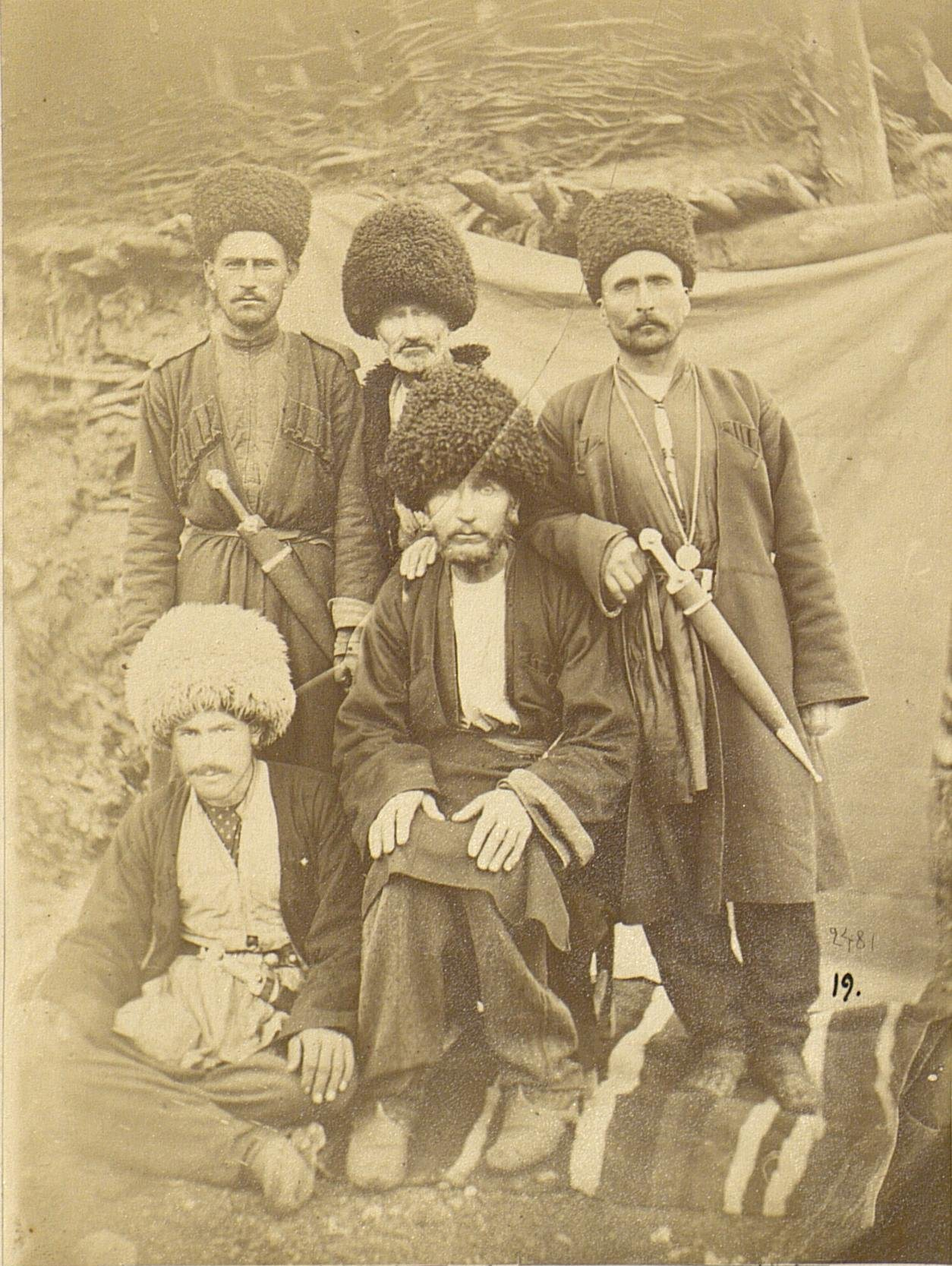
Lezghiens, 1880.
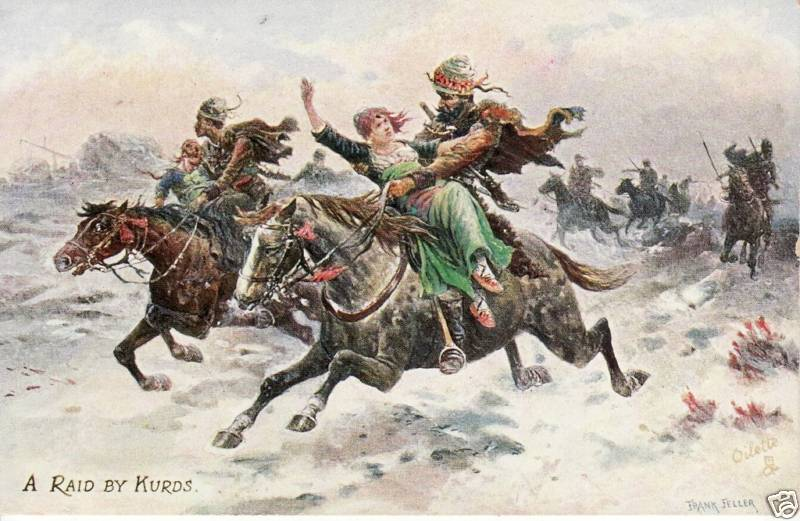
Kurdes enlevant des femmes.
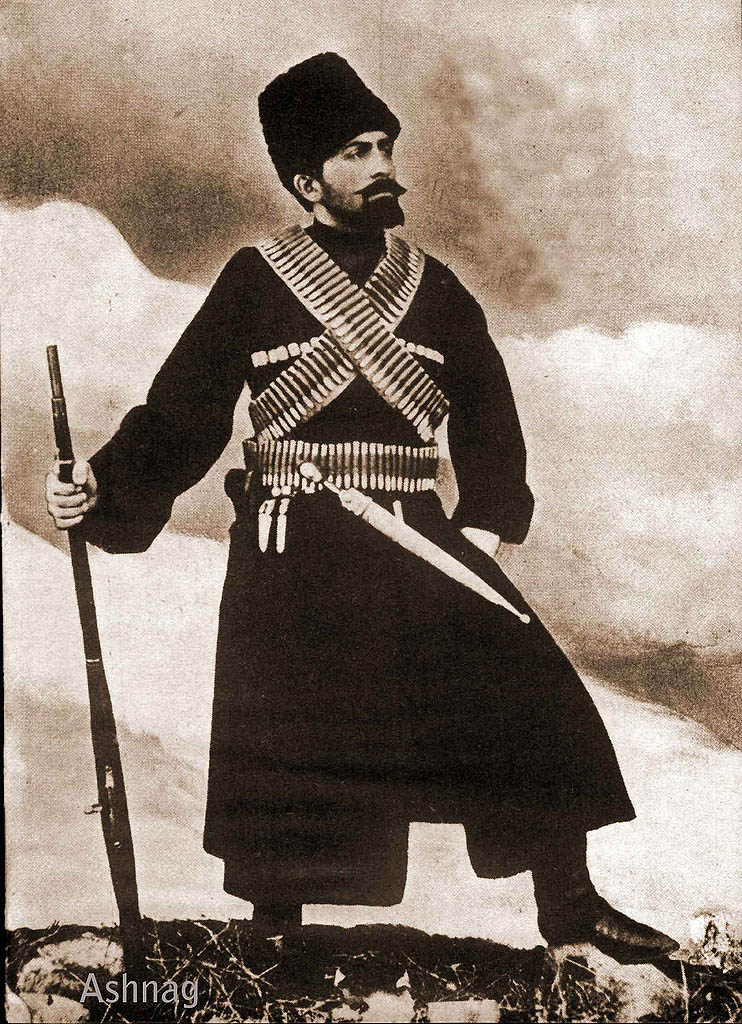
Soldat Arménien.